# Supercopa de Fiyi 2020
La Supercopa de Fiyi 2020 fue la 29.ª edición de la Supercopa de Fiyi. Se disputó a doble partido en los 24 y 25 de enero.

## Participantes
|  |  | Ba FC     |  | Campeón de la Liga Nacional de Fútbol de Fiyi (2019)           |
|  |  | Labasa FC |  | Campeón del Campeonato de Fútbol Interdistrital de Fiyi (2019) |

## Partidos

### Ida
| 24 de enero de 2020 | Ba FC | 0:0 (0:0) | Labasa FC | Ratu Cakobau Park, Nausori |  |
| 1:00                |       | Reporte   |           |                            |  |

### Vuelta
| 25 de enero de 2020 | Labasa FC                     | 2:1 (1:0) (Global 2:1) | Ba FC           | Churchill Park, Lautoka |  |
| 21:00               | Ratu Apenisa Anare 35', 90+2' | Reporte                | Micah Tommy 57' |                         |  |

| Campeón Supercopa 2020 |
| ---------------------- |
|                        |
| Labasa FC              |
| 4° Título              |